# L'Uomo qualunque
L'Uomo qualunque  (que l'on pourrait traduire librement par « L'Homme de la rue » ou « L'Homme ordinaire ») était un hebdomadaire italien de sensibilité de droite libérale, fondé en 1944 par Guglielmo Giannini. Le courant, puis un parti politique Fronte dell'Uomo Qualunque (UQ) a pris vie autour de cet hebdomadaire. 
L'hebdomadaire a cessé sa publication fin 1960, après la mort de son fondateur advenue le 10 octobre.

## Histoire

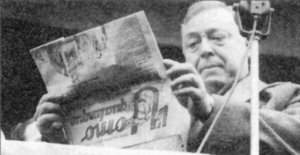
Guglielmo Giannini

"Questo è il giornale dell'uomo qualunque, stufo di tutti, il cui solo, ardente desiderio, è che nessuno gli rompa le scatole". (Ceci est le journal de l'homme quelconque, qui en a assez de tous, dont le seul désir est que personne ne lui casse les pieds.)Guglielmo GianniniL'Uomo Qualunque, 1944. 

### Création
Ce journal, qui a été fondé le 27 décembre 1944 par Guglielmo Giannini qui en assure la direction est un hebdomadaire baptisé L'Uomo qualunque. Son prix est de 5 lires à Rome et 6 lires ailleurs.

### Présentation
Cet hebdomadaire a néanmoins le format d'un quotidien, imprimé sur du papier de mauvaise qualité de couleur gris jaune. 
Son logo est un « U » majuscule dans lequel est logé un pressoir écrasant l'image d'un homme chétif : Le symbole de la classe politique qui opprime le petit bourgeois, l'travet, c'est-à-dire un homme quelconque. Sous le titre se trouve un dessin fait grossièrement où un malheureux écrit sur un mur :
« Abbasso tutti. »
« À bas tout le monde »
. En bas de page se trouve une autographie du directeur Giannini, titrée : 
« Io »
« Moi »
.  

### Accueil
Le succès de cette publication se mesure à la progression de ses tirages : 
Des 25 000 unités du premier numéro le tirage passe à 850,000 unités en mai 1945. 

### Contenu
L'une des rubrique, la plus lue, titrée Le vespe (« les guêpes ») est nourrie par les ragots concernant les hommes politiques et les intellectuels. Les noms de adversaires sont estropiés : Calamandrei est appelé « Caccamandrei » ; Salvatorelli : « Servitorelli » ; Vinciguerra : « Perdiguerra » . les personnages les plus visés apparaissent dans un dessin qui a comme titre PDF, c'est-à-dire pezzo di fesso (« espèce d'idiot »).
Cette forme d'humour lourd ou plutôt de satire parvient à transformer l'expression vento del nord (« vent du nord »), c'est-à-dire la poussée d'un renouveau moral plutôt que politique, issu de la victoire de la Résistance italienne en rutto del nord (« rot du nord »).
Cette forme de dérision a une forte emprise sur le mécontents qui dans le climat difficile de l'après-guerre, sont légion.

### Finalité
Le but de Guglielmo Giannini était probablement de donner une forte résonance aux voix et opinion de la rue, contraire au régime des partis et à toute forme d'étatisation. 
Depuis son premier numéro, la position de l'hebdomadaire semble claire : contraire au fascisme, duquel il condamne le centralisme décisionnel, mais aussi du communisme et des  antifascisti di professione (« antifascistes par profession ») ressemblant aux premières années du fascisme pour leur zèle épurationniste des premières années de l'après-guerre. 
Paradoxalement, le journal est accusé d'être profasciste et pour cette raison sa suppression a été maintes fois demandée. 
Le 5 février 1945 Giannini est dénoncé par le haut commissaire à l'épuration, Grieco, mais celle-ci est restée sans effet.
Avec les élections générales du 18 juin 1948 le mouvement se dissout et ses composants rejoignent divers partis de droite. 
Guglielmo Giannini est mort le 13 octobre 1960, au cours de la même année l'hebdomadaire interrompt sa publication.
L’Uomo Qualunque a donné à la longue italienne le mot « qualunquismo », en français on trouve un terme similaire : Poujadisme